# Juan Carlos Pallarols Aboy
Juan Carlos Pallarols Aboy (Banfield, Buenos Aires, 2 de novembre de 1942) és un argenter argentí d'origen català conegut per haver elaborat des de la restauració democràtica els Bastons de Comandament de tots els mandataris argentins i fins i tot calzes papals.
El Concejo Deliberante de la ciutat de Buenos Aires el va designar Ciutadà Il·lustre en 1996.

## Biografia
Pertany a la sisena generació d'orfebres, quan el 1750 va començar el Taller amb Vincenç Pallarols a Barcelona. És fill de Higinia Aboy i Carles Pallarols Cuní, reconegut argenter català, igual que el seu avi Josep Pallarols que s'establí a Buenos Aires a començaments del segle xx.
Al juny de 1982 va realitzar un calze amb el qual Juan Pablo II va realitzar la Missa per la Pau a Buenos Aires, obra de gran significació en un moment especial per al país: la Guerra de les Malvines.
Ha participat en moltes exposicions tant nacionals com a internacionals, destacant-se la seva participació en el Pavelló Argentí en l'exposició de París (1984), Sevilla (1992), “Juan Carlos Pallarols, Orfebre” (París, 1997)", “Nit de Gala en Homenatge a la Cultura Argentina” organitzada pel Metropolitan Opera de New York (1998), i en el marc del Centenari de les Relacions Amistoses entre Japó i Argentina (Tòquio, 1998).
Ha posat el seu coneixement al servei de les tradicions criolles, destacant-se la seva participació en l'Exposició d'Argenteria Criolla de Mar del Plata (1999) i la seva Mostra de l'Encàrrec, en l'Exposició Rural Argentina (Buenos Aires, 2001). Actualment resideix al barri porteño de San Telmo.
El Concejo Deliberante de la Ciutat de Buenos Aires el va designar Ciutadà Il·lustre el 19 de juny de 1996, en reconeixement de la seva trajectòria artística i la seva participació en la cultura argentina.
Ha presentat una sèrie d'especials que indaguen en els canvis que l'or va produir en la humanitat emesos
per “The History Channel”.
Una de les particularitats de Juan Carlos Pallarols és la de convidar als seus clients a treballar en la creació de les obres que li encarreguen per fer-los partícips de la realització dels seus desitjos.

## El bastó de comandament

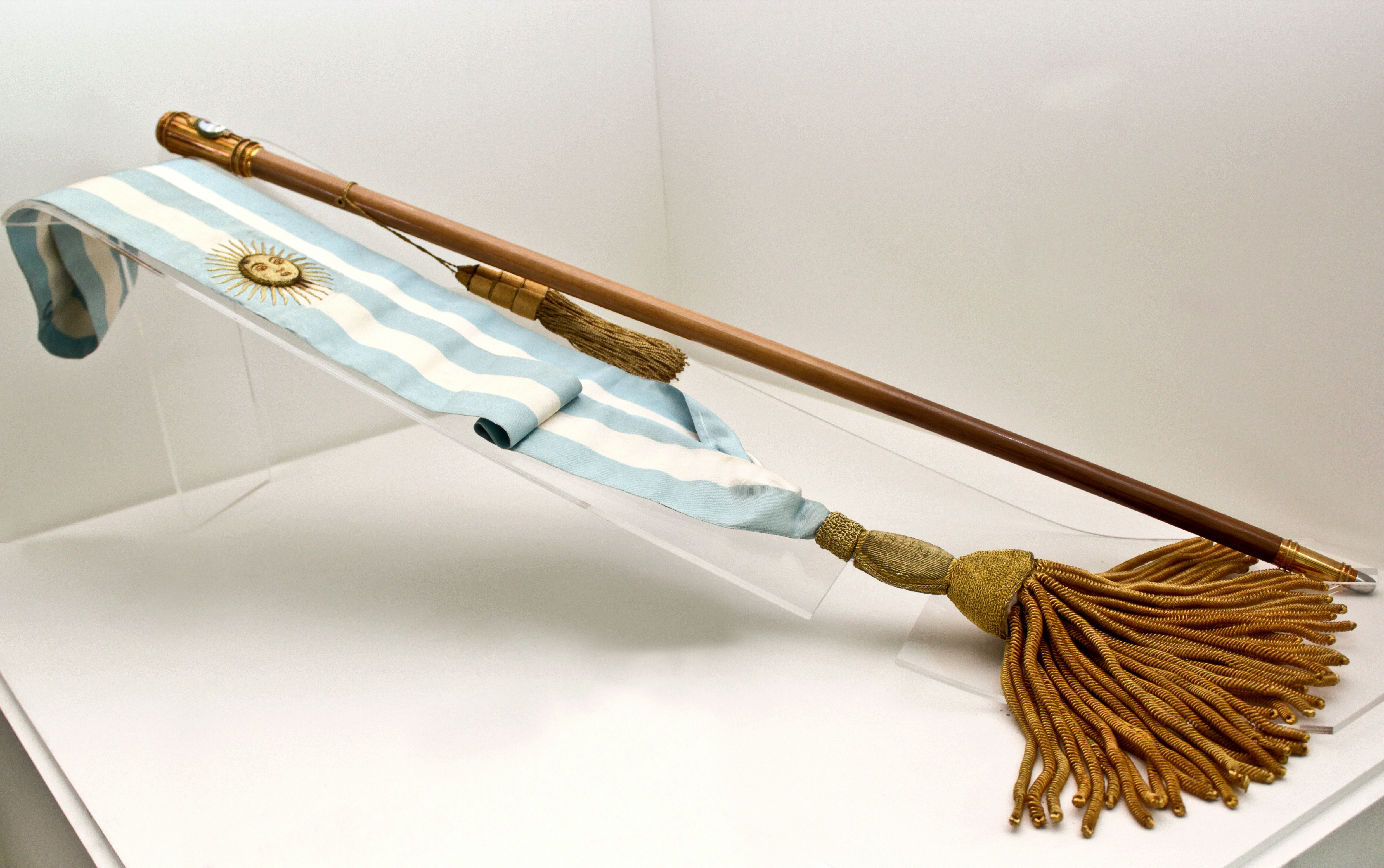
Banda i bastó de comandament presidencial que pertangué a Raúl Alfonsín.

El pare de Pallarols va crear un bastó per al president Arturo Illia, però aquest no el va rebre, ja que per aquell temps els feia per costum Luis Ricciardi. Fins a 1983, el bastó presidencial argentí era confeccionat amb canya de Malacca, amb detalls d'or massís i un parell de borles. Amb el retorn de la democràcia, el President de l'Argentina, Raúl Alfonsín, malgrat el descontentament de la Casa Militar que solia encarregar-se dels assumptes de protocol i cerimonial, va promocionar el model proposat per l'artista per sobre del d'estil europeu que havien utilitzat els presidents i dictadors anteriors.
El bastó de comandament des de 1983 fa 92 centímetres de llarg i l'empunyadura porta l'escut argentí flanquejat per 24 cards, un per província, i tres brots que representen Les Malvines i illes de l'Atlàntic Sud. La resta de la vara és d'urundai, fusta del nord argentí, semidura, d'una excel·lent veta, lluentor i de fusta imcorroptible i el metall preferit és l'argent. Per a la realització del bastó, Juan Carlos Pallarols realitza un procés de fabricació participativa que repeteix cada quatre anys, fent una gira per les 24 províncies de l'Argentina on milers de ciutadans han cisellat la seva empunyadura de plata, acumulant prop de quatre milions de copets sobre el metall que el mestre comptabilitza amb un comptador electrònic. El mestre a més va oferir-se a elaborar-lo el 1983 només per un peso.
El 3 de desembre de 2015, Pallarols va denunciar que des de Presidència el van amenaçar d'enviar a la Policia Federal si no lliurava el bastó cerimonial als funcionaris del govern sortint, situació que no es produïa des de la dictadura. Després de la denúncia, Pallarols va al·legar que des de Presidència li van cridar per demanar-li disculpes i ell les va acceptar, però en diàleg amb Clarín va mostrar escepticisme d'aquestes disculpes. Finalment, Mauricio Macri va acabar rebent un bastó fet per l'orfebre mendocino Damián Tessore, fent fallida una tradició de més 30 anys.

## Calze papal
Durant el papat de Benedicte XVI el Vaticà li va encarregar el calze papal. Amb el papa Francesc, Juan Carlos Pallarols va realitzar el nou calze, d'1/4 de L de capacitat, llis en la seva copa, amb un “nus” en el peu, encara que signat per més de quinze milions de persones en haver-li improntat amb un lleuger martell de només 4 gr sobre un vernís de lacri.

## Escultures per la Sagrada Família de Barcelona
En el 2014 li van encarregar la realització de quatre escultures de 6,50 metres d'alçada, de color plata, realitzades amb un aliatge especial d'avions. Aquestes escultures coronaran les quatre torres evangelistes de 135 metres d'alçada de la Sagrada Família de Barcelona.